# Schweinfurt (distrito)
Schweinfurt é um distrito (kreis ou landkreis) da Alemanha localizado na região da Baixa Francónia, no estado da Baviera.

## Cidades e municípios
| Cidades | Verwaltungsgemeinschaften    | Municípios livres |
| --- | ---------------------------- | --- |

Cidades e municípios no Landkreis Schweinfurt

| 1. Gerolzhofen¹ Mercado/Markt 1. Oberschwarzach¹ 2. Stadtlauringen 3. Werneck ¹ administrado por um Verwaltungsgemeinschaft | 1. Gerolzhofen 2. Schwanfeld | 1. Bergrheinfeld 2. Dingolshausen 3. Dittelbrunn 4. Donnersdorf 5. Euerbach 6. Frankenwinheim 7. Geldersheim 8. Gochsheim 9. Grafenrheinfeld 10. Grettstadt 11. Kolitzheim 12. Lülsfeld 13. Michelau im Steigerwald 14. Niederwerrn 15. Poppenhausen 16. Röthlein 17. Schonungen 18. Schwanfeld 19. Schwebheim 20. Sennfeld 21. Sulzheim 22. Üchtelhausen 23. Waigolshausen 24. Wasserlosen 25. Wipfeld |